# フレデリック・ウィードマン
フレデリック・ウィードマン（Frederik Wiedmann、1981年 - ）は、ドイツの作曲家。
2007年の映画『TATARI タタリ/呪いの館』の音楽を作曲（一部のシーンは、ドン・デイヴィスが前作で作曲した音楽を基にしている）。2012年には、テレビ・シリーズ『Green Lantern: The Animated Series』と『Beware the Batman』の音楽も担当している。また、2014年の映画『山猫は眠らない5 反逆の銃痕』と『Field of Lost Shoes』の音楽を作曲した。最近では、『トレマーズ ブラッドライン』と『侵入者 逃げ場のない家』などの音楽を作曲している。

## フィルモグラフィ

### 映画
- 『TATARI タタリ/呪いの館』 - Return to House on Haunted Hill (2007年)
- Beneath (2007年) ※DVDダイレクト
- 『ミラーズ2』 - Mirrors 2 (2010年) ※DVDダイレクト
- Cyrus: Mind of a Serial Killer (2010年)
- Midway to Heaven (2011年)
- Bad Actress (2011年)
- 『ヘルレイザー: レベレーション』 - Hellraiser: Revelations (2011年)
- 『ホステル3』 - Hostel: Part III (2011年)
- A Holiday Heist (2011年)
- 1 Out of 7 (2011年) ※共同作曲 with Joshua J. Hyde
- 『U.M.A レイク・プラシッド ファイナル』 - Lake Placid: The Final Chapter (2012年) ※テレビ映画
- Black Box (2012年)
- 『セクター5 第5地区』 - True Bloodthirst (2012年)
- 『カンパニー・オブ・ヒーローズ バルジの戦い』 - Company of Heroes (2013年) ※DVDダイレクト
- The Advocate (2013年)
- The Damned (2013年)
- 『ジャーヘッド2 奪還』 - Jarhead 2: Field of Fire (2014年)
- Of Silence (2014年)
- 『山猫は眠らない5 反逆の銃痕』 - Sniper Legacy (2014年)
- Pretty Perfect (2014年)
- 『ラスト・リベンジ』 - Dying of the Light (2014年)
- Field of Lost Shoes (2014年)
- 『侵入者 逃げ場のない家』 - Intruders or Shut In (2015年)
- 『トレマーズ ブラッドライン』 - Tremors 5: Bloodlines (2015年) ※DVDダイレクト
- 『山猫は眠らない6 裏切りの銃撃』 - Sniper Ghost Shooter (2016年)
- 『ジャーヘッド3 撃砕』 - Jarhead 3: The Siege (2016年)
- 『アダム 潜む男』 - It Watches (2017年)
- 『ヴェンジェンス』 - Vengeance: A Love Story (2017年)
- 『リベンジャー 復讐者』 - Acts of Vengeance (2017年)
- 『ハングマン』 - Hangman (2017年)
- 『コード211』 - 211 (2018年)
- 『スコーピオン・キング5』 - Scorpion King: Book of Souls (2018年)
- 『デス・レース4 アナーキー』 - Death Race: Beyond Anarchy (2018年) ※DVDダイレクト
- Red Island (2018年)
- Burning Bright (2018年)
- 『トレマーズ コールドヘル』 - Tremors: A Cold Day in Hell (2018年) ※DVDダイレクト
- 『DOOM/ドゥーム:アナイアレーション』 - Doom: Annihilation (2019年)
- Itsy Bitsy (2019年)
- 『クレイジーズ 42日後』 - Alone (2020年)
- 『トレマーズ 地獄島』 - Tremors: Shrieker Island (2020年)
- Monster Summer (2024年)
- Off the Grid (2025年)

### アニメ映画
- Justice League: The Flashpoint Paradox (2013年) ※ビデオ映画ダイレクト
- JLA Adventures: Trapped in Time (2014年) ※ビデオ映画ダイレクト
- Son of Batman (2014年) ※ビデオ映画ダイレクト
- 『ジャスティス・リーグ:アトランティスの進撃』 - Justice League: Throne of Atlantis (2015年) ※ビデオ映画ダイレクト
- 『バットマン VS. ロビン』 - Batman vs. Robin (2015年) ※ビデオ映画ダイレクト
- 『ジャスティス・リーグ: ゴッド&モンスター』 - Justice League: Gods and Monsters (2015年) ※ビデオ映画ダイレクト
- 『バットマン:バッド・ブラッド』 - Batman: Bad Blood (2016年) ※ビデオ映画ダイレクト
- 『ジャスティス・リーグ VS. ティーン・タイタンズ』 - Justice League vs. Teen Titans (2016年) ※ビデオ映画ダイレクト
- 『ティーン・タイタンズ:ジューダス・コントラクト』 - Teen Titans: The Judas Contract (2017年) ※ビデオ映画ダイレクト
- 『バットマン: ゴッサム・バイ・ガスライト』 - Batman: Gotham by Gaslight (2018年) ※ビデオ映画ダイレクト
- 『デス・オブ・スーパーマン』 - The Death of Superman (2018年) ※ビデオ映画ダイレクト
- 『ワンダーウーマン: ブラッドライン』 - Wonder Woman: Bloodlines (2019年) ※ビデオ映画ダイレクト
- 『レイン・オブ・ザ・スーパーメン』 - Reign of the Supermen (2019年) ※ビデオ映画ダイレクト
- Superman: Red Son (2020年) ※ビデオ映画ダイレクト
- 『ジャスティス・リーグ・ダーク: アポコリプス・ウォー』 - Justice League Dark: Apokolips War (2020年) ※ビデオ映画ダイレクト

### テレビ
- Green Lantern: The Animated Series (2011年–2013年)
- Beware the Batman (2013年–2014年)
- 『バンザイ! キング・ジュリアン』 - All Hail King Julien (2014年–2017年)
- 『アラーム・フォー・コブラ11/アウトバーン・コップ』 - Alarm für Cobra 11 - Die Autobahnpolizei (2014年– )
- 『マイルズのトゥモローランドだいさくせん』 - Miles from Tomorrowland (2015年–2018年)
- 『ドラゴン王子』 - The Dragon Prince (2018年–2024年)
- 『ちびっこマダガスカル』 - Madagascar: A Little Wild (2020年–2022年)
- Big Nate (2022年–2024年)
- 『ひらめき!ユリーカ』 - Eureka! (2022年–2023年)
- 『ファイヤーバディ』 - Firebuds (2022年– )
- 『スタートレック:ピカード』 - Star Trek: Picard (2023年)
- 『バットマン:マントの戦士』 - Batman: Caped Crusader (2024年– )